# Turmburg Siegritz

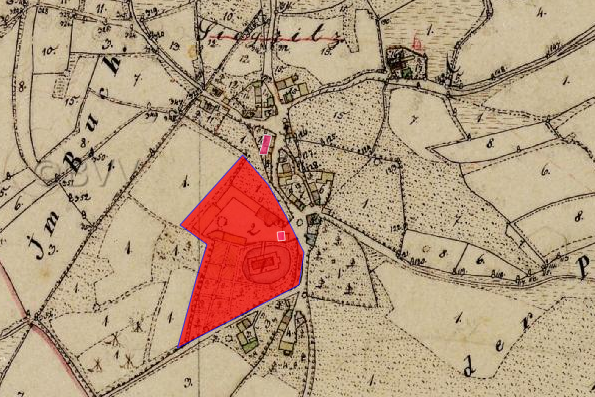
Lageplan von Turmburg Siegritz auf dem Urkataster von Bayern

Die abgegangene Turmburg Siegritz befand sich in der Gemarkung Wetzldorf der oberpfälzer Stadt Erbendorf im Landkreis Tirschenreuth. Die Anlage wird als Bodendenkmal unter der Aktennummer D-3-6138-0007 im Bayernatlas als „archäologische Befunde des abgebrochenen frühneuzeitlichen Schlosses von Siegritz, zuvor mittelalterliche Burg“ geführt. 

## Geschichte
Der Turm ist vermutlich von den Pfreimdern im 13. oder 14. Jahrhundert erbaut worden. In der Karte von Christoph Vogel von 1600 ist der Turm nördlich des Schlosses Siegritz erkennbar. Er wird mit einer Tür im Erdgeschoss, zwei Obergeschossen mit Fenstern sowie einem Satteldach dargestellt.
Diese Turmburg gehört zum Schloss Siegritz und teilt mit diesem die Besitzergeschichte. Die älteste Erwähnung bezieht sich auf das Leuchtenberger Lehenbuch, wo es heißt, Item das dorff zum Sighartz und die sycz daselbst. Durch die Pluralform wird darauf verwiesen, dass neben dem Schloss ein weiterer Sitz vorhanden war. Dieses wird durch einen Eintrag in dem Urbarregister des Johann Paul Weikmann von 1637 bestätigt, in dem von einem Turm vorhin ein Pfreimbder neben seinem Bruder, so in Schloß gewohnt, gewesen, die Rede ist.
Von dem Turm ist (früher in der Flur Hessengarten lokalisiert) aufgrund der Flurbereinigung und dem Anwachsen des Dorfes nichts mehr erhalten.